# Palengaan Laok
Palengaan Laok is een bestuurslaag in het regentschap Pamekasan van de provincie Oost-Java, Indonesië. Palengaan Laok telt 10.976 inwoners (volkstelling 2010).